# Bhuta (Geist)

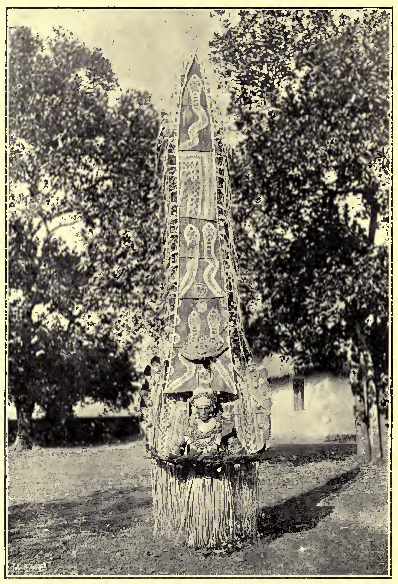
Bhuta kola, Besessenheitstanz eines Paravar, Mitglied einer niedrigen Fischerkaste im Süden von Karnataka. Veröffentlicht 1909

Ein Bhuta, Sanskrit bhūta, भूत, auch Bhut, gehört zu einer Gruppe von Geistern oder Dämonen, die in Südasien in den Menschen wohl- oder übelwollenden Formen vorkommen sollen. Sie sind häufig aus den Seelen unnatürlich zu Tode gekommener oder nicht regelgerecht bestatteter Menschen hervorgegangen und bewegen sich nach Belieben zwischen der Welt der Toten und der Lebenden. Bhuta ist ein Oberbegriff für eine große Zahl unterschiedlicher Geister, die teilweise Besessenheit und Krankheiten hervorrufen können, andere werden als Schutzmächte angerufen. Ein Bhuta ist männlich, das weibliche Gegenstück heißt Bhutin. Bhutas erscheinen furchterregend in Menschen- oder Tiergestalt.
Der Glaube an Geister wird erstmals in den Veden, später im Mahabharata und weiteren altindischen Epen erwähnt. Viele Bhutas wurden in den hinduistischen Volksglauben integriert und haben die Charaktereigenschaften niederer Gottheiten angenommen. Als frühe Helfer Brahmas genießen mancherorts Bhutas einen hohen Status und werden als lokale Schutzgottheiten geehrt. Rituale für Bhutas stehen am Anfang der Entwicklung einiger indischer Tanztheater wie Yakshagana in Karnataka und Teyyam in Kerala.

## Herkunft
Der Begriff bhuta in der Bedeutung von „geformt“, „geschaffen“ oder „geworden“ steht in den frühen Sanskrit-Schriften allgemein für Naturkräfte. Anfangs stand bhuta für „Lebewesen“, erst später wurde die Bedeutung des Wortes auf die jenseitigen Wesen eingegrenzt. Teilweise wurden auch hinduistische Götter diesen Kräften zugerechnet, so lauten Beinamen Shivas Bhutisvara und Bhutanatha, „Herr der Geister“. Die Silbe bhu lässt sich auf die indoeuropäische Sprachwurzel be zurückführen, die im Kern „wachsen“ bedeutet. Im Deutschen leitet sich daraus die Silbe bin ab, im Englischen be, im Serbokroatischen biti, im Altpersischen bavati und im heutigen Persisch budan.
Seit der altindischen Zeit sind Opferrituale in jedem Detail ihres Ablaufs streng festgelegt. Die Menschen treten in Kontakt mit den Göttern, um gemeinsam mit ihnen dafür zu sorgen, dass die kosmogonische Ordnung der Welt erhalten bleibt und böswillige Mächte nicht die Oberhand gewinnen. Das vedische Opfer für die Götter wurde im Lauf der Zeit zum einen zu einer persönlichen und familiären Zeremonie (Puja) im Hindutempel, zum anderen entwickelte sich aus seiner von Anfang an dramatischen Inszenierung ein in derselben Absicht und mit denselben Zielen organisiertes Ritualtheater. Während in diesem für die Götter gespielten Theater die höheren Mächte in Rollen vorgeführt werden, die eine mythologische Geschichte erzählen, können Bhutas beim Höhepunkt einer Theateraufführung von einem oder mehreren Bhuta-Charakteren tatsächlich Besitz ergreifen. Die in einer entsprechenden Kostümierung vorher angedeutete Umwandlung des Darstellers endet in einem dramatischen Besessenheitstanz.
Der Bhuta-Kult setzt sich zusammen aus einem Ahnenkult, einer Baum- oder Schlangenverehrung, der Verehrung einer lokalen Schutzgottheit (grama devata) und sonstiger niederer Götter und beinhaltet in manchen Regionen den Kult der Muttergöttin. Im Hinduismus vermischte sich der Glaube an Bhutas mit den jeweiligen Hochgöttern und schuf darüber hinaus eine Verbindung zwischen den Ritualpraktiken und Glaubensvorstellungen der unterschiedlichen Schichten der hierarchischen Kastengesellschaft.
In den vedischen Schriften wird das Totenritual (shraddha) für die verstorbenen Ahnen mit der Opfergabe von pindas (Sanskrit „Teil des ganzen Körpers“, Reisbällchen) geschildert. Es ist eine dramatische Inszenierung, bei der ein Brahmane sich in der Rolle des Ahnen (pitar) verkörpert und die Gaben entgegennimmt. Die Ahnen sollen nach dem gesetzgebenden mythischen Vater Manu (Manush Pitar, „Vater der Menschheit“) als göttliche Wesen verehrt werden. Ihnen gebührt das pitar yajna, eines der fünf Ritualopfer. Die anderen vier sind bhuta yajna (Opfer an die Naturkräfte), deva yajna (Opfer an die Götter), manushya yajna (Opfer an die Menschheit) und Brahma yajna (Opfer an Gott Brahma). Ahnenverehrung konnte außerdem an einem Stein, Baum oder einem hierfür errichteten Kultidol stattfinden, also an den mutmaßlichen Aufenthaltsorten der Ahnenseelen. Andere Namen für vedische Geister waren preta (Tote), pishacha (Fleischfresser), yaksha (Naturgeist), besonders yaksha naga (Schlangengeist) und rakshasa (Dämon).
Das Angedenken der im Jenseits Lebenden und die Geschichte des Geisterkults gehören zusammen, wobei je nach Todesursache zwei, in ihrem Verhältnis zu den Menschen unterschiedliche Arten von Geistwesen geschaffen werden. Die als heilige Tote verehrten Ahnen sind auf natürlichem Wege gestorben und wurden mit den erforderlichen Riten beerdigt. Sie führen nach ihrem Ableben tendenziell weiter, was sie im Leben getan haben: ihre Familien zu beschützen und deren Feinde zu schädigen. Ihnen stehen die Geister der unnatürlich, also durch Unfall, Mord oder Selbstmord zu Tode gekommenen Menschen (akal mrityu) gegenüber. Auch die nicht den Riten entsprechend Bestatteten sind durch die mangelnde Beachtung zu Fremden geworden und verhalten sich entsprechend feindselig. Selbst der gute Hausgeist kann durch Missachtung zu einem böswilligen Geist werden und nachts im Traum erscheinen. Nur die Geister der zweiten Gruppe werden als Bhutas zusammengefasst.
Die Geisterverehrung ist wohl älter als es die literarischen Quellen belegen. Im Rigveda wird neben pitar in einem Vers auch pishacha erwähnt, in der etwas späteren Sammlung magischer Hymnen, dem Atharvaveda, und dem hierzu gehörenden Gopatha Brahmana kommen die Fleischfresser an mehreren Stellen vor. Im Atharvaveda wird Rudra als bhutapati, etwa als „Herr oder Beschützer der Lebewesen“ angesprochen. Geister treten im Mahabharata in Erscheinung, ebenso im Ramayana des Valmiki. Als dort Sita erfährt, dass ihr Geliebter Rama von seinem Vater Dasharatha in die Waldeinsamkeit verbannt wurde, bleibt sie schwer atmend auf der Stelle stehen. Ihr Verhalten wird als bhutopahata-citta mit der Bedeutung „von einem Geist besessener Verstand“ beschrieben.
Das tamilische Werk Shilappadhikaram aus der Sangam-Zeit, verfasst im 2. Jahrhundert n. Chr., beschreibt die Tanzkunst und erwähnt Rituale im Zusammenhang mit dem Bhuta-Kult, die Gesang, Instrumentalmusik und Tanz beinhalten. Im dritten Gesang heißt es, dass farbige Bhuta-Abbildungen verehrt wurden. Bei einem Ritual zu Ehren des Götterkönigs Indra im fünften Gesang legen kostümierte Frauen Opfergaben vor dem Altar der Schutzgottheit (Bhuta) ab, um die übelwollenden Mächte fernzuhalten. Der Bhuta-Altar bestand wie noch heute in Südindien aus einem aufgestellten Stein.
Nach der im 11. Jahrhundert von Somadeva verfassten Legendensammlung Kathasaritsagara ließ König Chandraprabha auf Geheiß des großen Dämon Asura Maya ein Feueropfer für Rudra durchführen, als plötzlich der Bulle Nandi mit einer Gruppe Bhutas erschien und erklärte, Shiva habe ihn mit der Führung der Bhutas beauftragt. Nachdem Nandi einige Opfergaben erhalten hatte, verschwanden er und die Bhutas. Die Geschichte und einige weitere in dieser Sammlung zeigen, dass Bhutas im 11. Jahrhundert bekannt waren und mit Shiva in Verbindung standen.

## Charakterisierung
Beim Umgang mit Bhutas gelten die in anderen Kulturen bei vergleichbaren Geistern üblichen Vorsichtsmaßnahmen. Gefährdet sind kleine Kinder, besonders wenn sie eben Milch getrunken haben, und Frauen. Zum zweiten Mal verheiratete Frauen müssen fürchten, dass ihr früherer Mann sie als Geist belästigt. Umgekehrt müssen wiederverheiratete Männer nach dem Tod ihrer ersten Frau mit deren unerwünschtem Erscheinen rechnen. Dagegen hilft, wenn der Mann das Silberamulett saukan maura („Krone der ersten Frau“) um seinen Hals trägt und gegen ihre Eifersucht dem Amulett zuerst alle für die neue Frau gedachten Geschenke anbietet, bevor er diese weiterreicht.
Bhutas können nicht auf dem Boden sitzen, weil sie sonst ihre Macht an die Erdgöttin verlieren würden. Sollen sich Bhutas an bestimmten Schreinen und Verehrungsorten niederlassen, so benötigen sie zumindest einen erhöhten Sitzplatz in Form von aufeinander gestapelten Steinen oder Ziegeln. Dementsprechend dürfen sich Menschen wohlbehütet auf dem Erdboden zum Schlafen legen, und Verstorbene liegen bis zu ihrer Verbrennung in Ruhe am Boden. Die bekannte Eigenschaft, dass Geister keine Schatten werfen, gilt auch für Bhutas.
Bhutas haben eine Affinität für Steinsetzungen. In den Städten des Kathmandutals gibt es die chvasa lhva. Dies sind Steine in den Straßen, an denen Leute Gegenstände loswerden können, von denen eine magische Bedrohung ausgeht, also zum Beispiel die Kleider eines Toten oder die Nabelschnur nach der Geburt. Solche Steine werden als Versammlungsorte der Bhutas verehrt.

### Einzelne Formen
Vetala (auch Betal, Baital) gilt als König der Bhutas. Er lebt auf Friedhöfen und ergreift nach Belieben Besitz von Lebenden und von toten Körpern, die er zum Leben erweckt. Obwohl er als nicht besonders aggressiv gilt, kann er Besessenheit und Krankheiten auslösen. In Nordindien hat er zusammen mit Vasus (Begleitgottheiten von Indra), Yakshas (Naturgeister, niedere Götter) und Gandharvas (himmlische Musikanten) in den Tantrismus gefunden. Im nepalesischen Tanztheater Mahakali pyakhan, das jährlich im September beim großen Indra Jatra-Fest in Kathmandu aufgeführt wird, gehören Vetalas zu den ständigen Begleitern der drei Göttinnen, die gegen die bösen Dämonen kämpfen. Andere, Cherapati genannte Bhutas stellen in dieser Aufführung die Personifizierung der Cholera dar.
Preta, auch Pret („gestorben“), ist ein weiterer Totengeist, der vom Augenblick des Todes bis zur Ankunft der Seele an ihrem Bestimmungsort im Luftraum seiner Heimat umherzieht. Nach der altindischen Vorstellung kann Preta bis zu einem Jahr den Lebenden nahe sein, danach gelangt er mit einem neuen Leib in die Welt der Väter. Der älteste Sohn des Verstorbenen bringt ihm einfache Totenopfer dar. In den Dörfern finden sich kleine Hügel, auf denen Nahrungsgaben und Milch abgelegt werden. In manchen Regionen kann Preta auch der Geist eines totgeborenen Embryos sein, wenn bei der Schwangerschaft nicht die erforderlichen Riten durchgeführt wurden. Im früheren Volksglauben brauchten Säuglinge noch nicht vor Geistern bewacht zu werden, da sie, bis sie erstmals Getreide aßen, selbst zu den Prets gehörten. In Gujarat kann ein Preta durch den Mund eines Leichnams sprechen. Acht Kilometer nordwestlich des Pilgerzentrums Gaya in Bihar liegt der „Geisterhügel“ Pretsila (Prethshilla), an dem der Totengott Yama verehrt wird. Der Gläubige betet auf der Hügelspitze mit dem Gesicht nach Süden, wo er am Horizont die Heimstatt Yamas vermutet. Die Bittgebete richten sich an die Ahnen, die als Geister leben mussten und nun Opfergaben annehmen sollen.

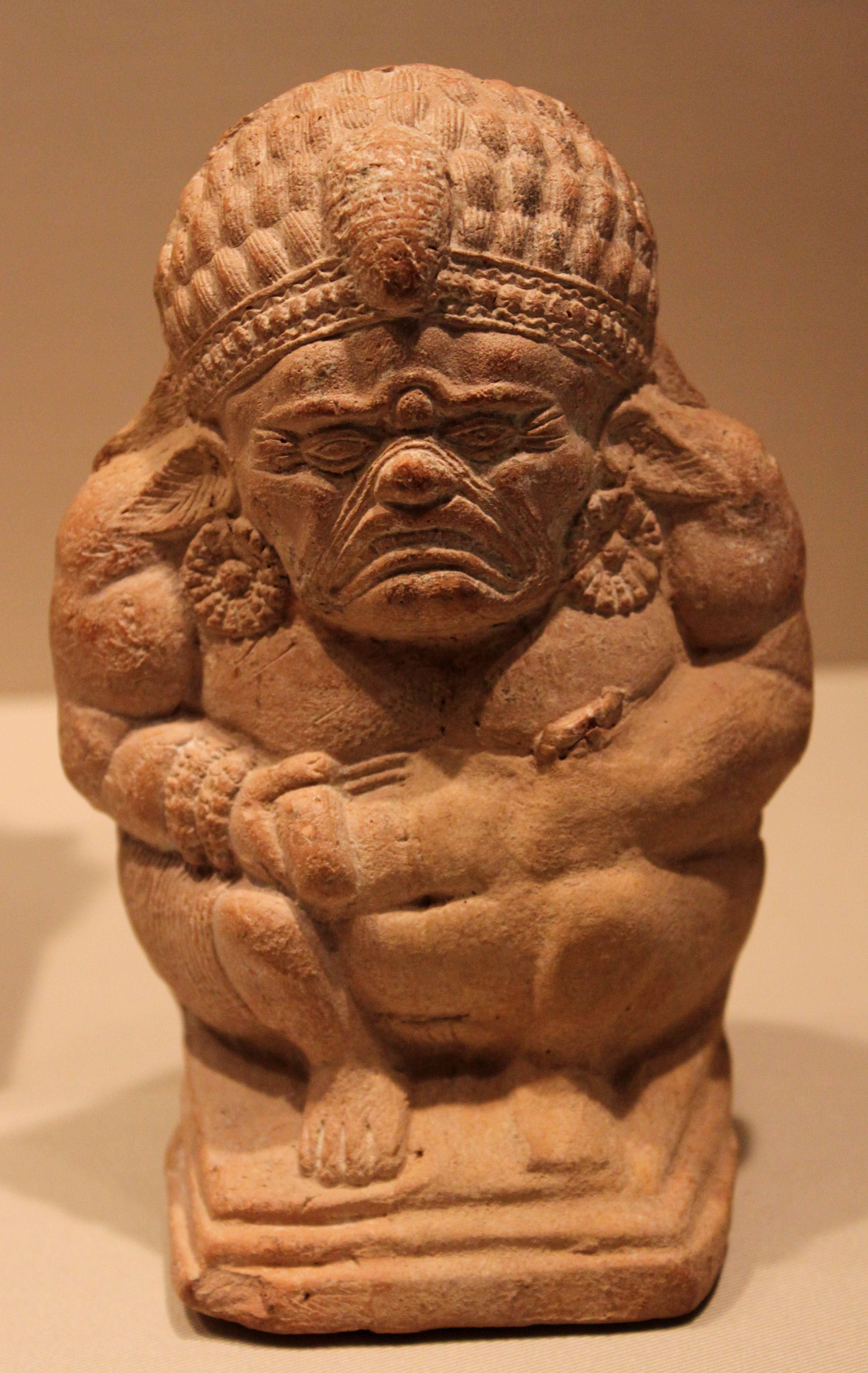
Yaksha aus Terrakotta, Sunga-Periode (1. Jahrhundert v. Chr.). Fundort Chandraketugarh in West-Bengalen

In Südindien heißen die Totengeister Pret auf Tamil peey. Sie sind die Geister von Menschen, die durch besondere unglückliche Umstände (Tod im Kindesalter, Unfall, Suizid) zu Tode kamen, weshalb sie unstet in der Gegend ihres Heimatortes umherziehen. Die Peey gelten als blutdürstige Wesen, die ohne Vorwarnung Menschen anfallen und besonders bei manchen rituellen Handlungen gefährlich werden. Nur Rituale, bei denen es um Blut und Tod geht, ziehen die Peey an. Hierzu gehören Beerdigungen von Verstorbenen aus höheren Kasten und Tempelfeste für die Göttin Mariyamman. Zu deren Schutz schlägt in Tamil Nadu eine Gruppe von Paraiyar, die eine sozial auf unterster Stufe stehende Berufskaste von Trommlern bilden, die Rahmentrommel parai.
Pishacha („Fleischfresser“, von Sanskrit pishita, „Fleisch“) sind fleischfressende Dämonen, übelwollende Geister, die aus einem unnatürlich zu Tode gekommenen Lügner, Trinker, Ehebrecher oder allgemein einem Kriminellen hervorgegangen sind. Sie können wie die meisten Bhutas Besessenheit verursachen und beliebige Gestalt annehmen. Pishachas und Pretas streifen zwischen Verbrennungsplätzen und Schlachtfeldern umher und tanzen gemeinsam. Im tibetischen Buddhismus treten die Pishachas als Begleiter der zornvollen Gottheit Kshetrapala (tibetisch Zhing skyong, Beschützer des Ackerlandes, ebenso im Hinduismus) auf. Mit der spirituellen Übung pishacha sadhana sollen prophetische oder hellseherische Fähigkeiten erlangt werden.
Dämonen und Geister lassen sich schwerlich genau unterscheiden, so ziehen auch die bereits im Rigveda erwähnten, grundsätzlich böswilligen Rakshasas nachts über Friedhöfe, bringen tote Körper zum Leben, zerstören Opfergaben und verzehren leidenschaftlich gern Menschenfleisch. Die fresssüchtigen tierischen Wesen haben immer gegen die Götter gekämpft und leben heute in Bäumen. Zum Mindesten ihres Unwesens gehört, dass sie nachts Wanderer vom Weg abbringen und ihnen ansonsten Übelkeit und Erbrechen verursachen.
Drei unterschiedliche Dämonen in Nordindien, die mit den Rakshasas verwandt sind, heißen Deo, Dano und Bir. Der Name Deo ist abgeleitet von Deva (ursprünglich „himmlisch“ oder „leuchtend“), einer Gruppe von 33 niederen Gottheiten, später herabgesunken als Bezeichnung für einen kannibalischen Dämon, der nur durch seine außergewöhnliche Dummheit daran gehindert wird, größeren Schaden anzurichten. Dano rührt von Danava her, einer Gruppe jenseitiger Wesen, von denen bekannt ist, dass sie aus vorarischer Zeit stammen und schon immer die Feinde der Götter waren. Sie werden häufig mit den ebensolchen Daityas und Asuras in Verbindung gebracht.
Bir (abgeleitet von Sanskrit vira, „Held“) wurde als übelwollender Dorfdämon beschrieben, der Menschen und Großvieh schadet, heute erscheint er mit dem Ehrennamen Bir Baba (Baba ist die respektvolle Anrede für ein männliches Familienmitglied oder einen alten Asketen) als beschützender Totengeist. Allein in der Stadt Varanasi und den umliegenden Dörfern gibt es hunderte Tempelschreine und Verehrungsplätze (sthan, in diesem Fall bhuta sthana) mit anikonischen Steinsetzungen oder figürlichen Reliefs für Bir Baba. An solchen Orten mit Plattformen für Opfergaben und meist unter großen heiligen Bäumen (Pipal, Bel und Niembaum) werden auch andere Geistwesen verehrt: brahm (Geist von einem Brahmanen), mari und bhavani (Geister einer auf unnatürliche Weise verstorbenen Frau) und sati (Witwe, die sich mit dem Leichnam ihres Mannes zusammen verbrennen ließ). Die Grundfrage ist, ob solcherart verehrte Birs in ihrem Wesen zu den Bhutas (Geister) oder Devatas (Gottheiten) gezählt werden sollen. Von ihrer Herkunft aus den Körpern von unnatürlich Verstorbenen gehören sie zu den Bhutas, sie waren unfähig, in die Welt der Ahnen (pitri lok) vorzudringen, dennoch werden sie in einem zweiten Aspekt vom größten Teil der Gläubigen zu den Devatas gerechnet. Ihr tragisches Schicksal hat die Birs oder bhuta-devatas zu mächtigen Wesen (malik) werden lassen, die in der Lage sind, menschliche Wünsche zu erfüllen. Auf dem Land um Varanasi fungieren die Birs als Schutzgottheiten (dih, diha und diwar). Sie sind durch Eigennamen individualisiert und müssen jeden Morgen vor Arbeitsbeginn verehrt werden. Selbst Geister fragen die Schutzgottheit um Erlaubnis, bevor sie ein Dorf betreten dürfen. Grama devata heißen in ganz Nordindien die beschützenden Dorfgottheiten, ähnliche gab es auch in den bengalischen Dörfer, bis sie Anfang des 20. Jahrhunderts an Bedeutung verloren.
Churel (auch Churail, entspricht Sanskrit dakini) ist der gefürchtete weibliche Geist einer Frau aus einer unteren Schicht, die während ihrer Menstruation, einer Schwangerschaft oder bei der Geburt ihres Kindes verstarb. Der besondere Schrecken dieses Geistes rührt von der Situation der Frau, die bei Blutverlust als rituell unrein gilt. Menstruierende Frauen durften früher nicht kochen und keine Hausarbeiten verrichten, zu einigen Tempeln ist ihnen in dieser Zeit noch heute der Zugang verwehrt. Eine Churel befällt vor allem die eigene Familie, sie zeigt sich als schöne junge Frau mit den Füßen nach hinten verdreht. Sie lebt meist in den Bäumen in der Nähe von Friedhöfen und entführt ihre Opfer in die Berge, bis der Priester ein Opfer für sie durchgeführt hat. Wen sie befallen hat, dem erscheint sie immer wieder in den Träumen, ihr nachts zu antworten kann den Tod bedeuten. Bei den Bhil im westlichen Zentralindien halfen gegen den weiblichen Geist und gegen einige vom Geist besessene Frauen Armbänder am rechten Arm, bestehend aus einem blauen Faden mit sieben Knoten, der von einem Geisterbeschwörer umgebunden wurde, während er magische Formeln sprach.
Der übelste Totengeist wurde Dund oder „kopfloser Reiter“ genannt, er war nachts als Torso auf einem Pferd unterwegs, der seinen Kopf vor sich am Sattel hält. Es gibt unzählige Volkserzählungen in Nordindien über die Taten der kopflosen Reiter, einmal soll beim Auftauchen eines Dund eine ganze Armee in Panik geflohen sein. In Bengalen zogen Ende des 19. Jahrhunderts verwandte Figuren herum, die skandhahata hießen. Ohne Kopf, aber mit langen Armen rollten sie sich nächtens über den Boden.

### Bhuta als Schutzmacht

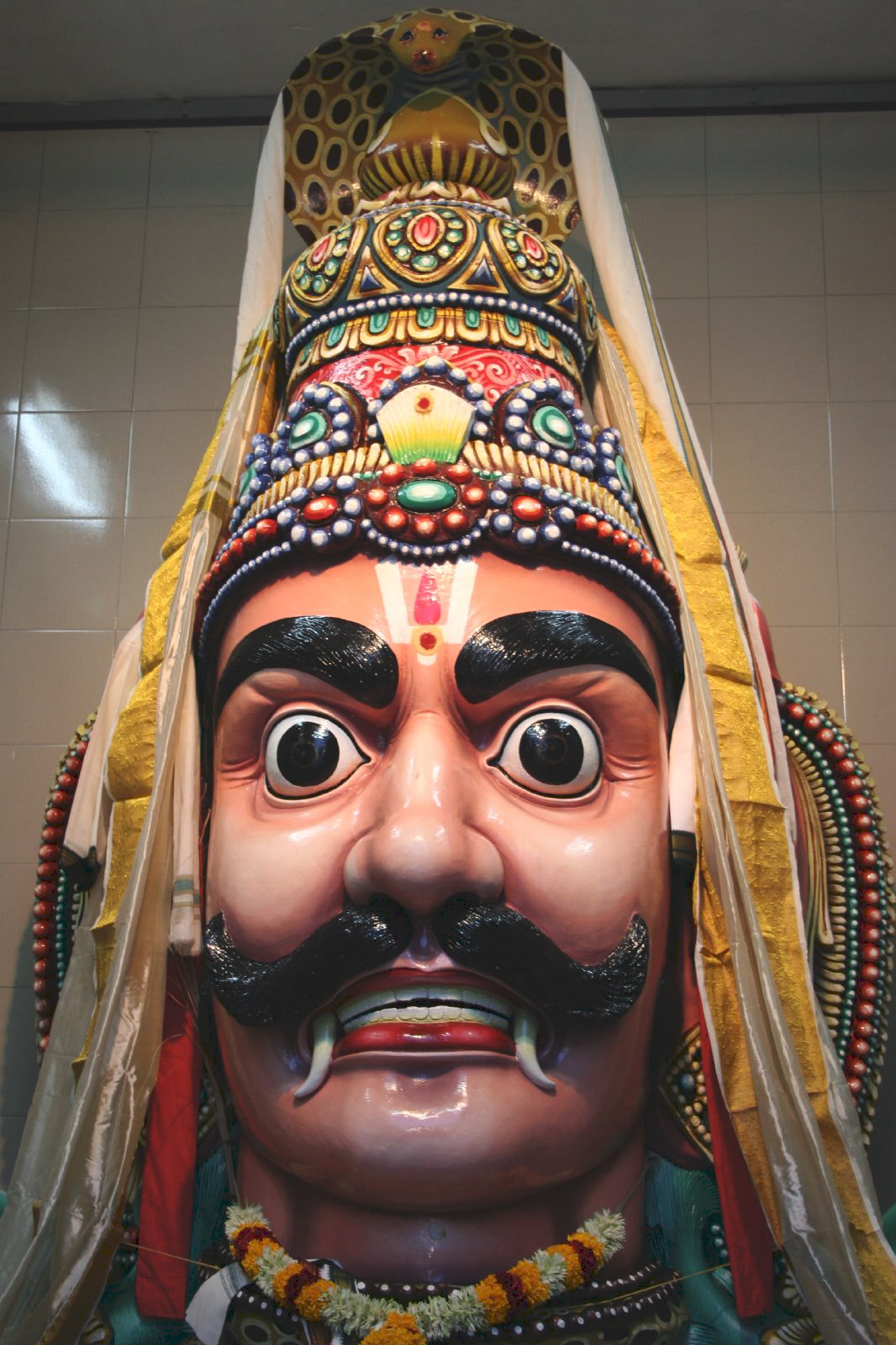
Kopf von Iravan im Sri-Mariamman-Tempel in Singapur. Ein bewachender Bhuta, der andere Geister fernhält

Demgegenüber steht Bhuta als Schutzmacht. In zahlreichen südindischen Schriften des 16. Jahrhunderts werden die Namen verschiedener Bhutas wie Nandalike daiva (Schutzgottheit des Dorfes), Bobbarya (Schutzgott der Fischer) und Berme (auch Birme, Bemme) erwähnt. Mit der ehrenden Nachsilbe –ru wird der Name zu Bermeru oder Bemmeru. Dieser Bhuta kommt aus der Umgebung Brahmas und steht daher an der Spitze der Bhuta-Hierarchie. Gelegentlich tritt sein Name sogar an die Stelle des Hochgottes. Berme wacht in den indischen Epen über das Schicksal der Helden. Im Tulu-Sprachgebiet im Süden Karnatakas wird er in den Schreinen als Krieger auf einem Pferd und mit einem Schwert in der Hand dargestellt. In der Tulu-Legende Siri paddana steht sein Name gelegentlich auch für einen bestimmten Helden wie Berme Alva (Berma Alveru). Die Geschichte um die niedere weibliche Gottheit Siri bildet den Hintergrund für das jährliche Besessenheitsritual Siri jatre, das gelegentlich zusammen mit Bhuta kola-Aufführungen stattfindet.
Im Mahabharata ist Draupadi eine tugendhafte Prinzessin und Frau der fünf Pandavas. In der tamilischen Version des Epos rücken die Erzählungen um die Tochter des Königs Drupada in den Mittelpunkt. Als Draupadi Amman steigt sie in Südindien in den Rang einer Göttin, die gelegentlich mit Durga oder Kali gleichgesetzt wird. Tempel für Draupadi finden sich in den Bundesländern Tamil Nadu, Karnataka und Andhra Pradesh. Bei Tempelfesten in Kerala wie der Patukalam-Zeremonie beschützt eine zu Shiva gehörende Armee von Bhutas die Göttin Draupadi. Zu den Reihen dieser Bhuta-Truppe gehören sogar Kauravas, die im ursprünglichen Sanskritepos als Gegner der Pandavas auftreten. Einer der Wächter-Bhutas in der Patukalam-Zeremonie ist Iravan (auch Iravat, Aravan), ein Sohn von Arjuna und seiner Frau Ulupi. Bedrohlich wirkende Figurenköpfe von Iravan werden als Wächter in Draupadi- und Mariamman-Tempeln verehrt.

## Besessenheit und Krankheit
Wenn jemand plötzlich krank wird oder bislang unbekannte Verhaltensweisen zeigt und Unfug stiftet, ist nach landläufiger Vorstellung in Rajasthan ein vir (wie bir, Hindi und Rajasthani, „Held“) in ihn gefahren. Wenn ein Mensch bei einer heldenhaften Tat ums Leben kommt, kehrt er nach seinem Tod als Vir zurück und ergreift wie der Bhut vom Körper eines lebenden Menschen Besitz. Zum Beispiel Jhunjharji, ein stark verehrter Held, war ein Krieger, der in der Schlacht seinen Kopf verlor und dennoch weiterkämpfte und Feinde tötete, bis er endlich zu Boden fiel. Eine Sonderform des vir ist in Rajasthan der bavaji. Auch er starb während einer großen Tat (mota kam, Jagd, Plünderungszug oder Gefecht), wurde aber als vasak („Schlange“, Sanskrit vasuki) wiedergeboren. Der bavaji wird an einem Schrein mit einer Schlangenabbildung auf einem Stein verehrt und dort in einer Anrufungszeremonie (coki) aufgefordert, vorübergehend in den Körper eines Heilungspriesters (bhopa) zu kommen. Dies eröffnet der anwesenden Gemeinde die Möglichkeit, mit dem bavaji eine sprachliche Verbindung aufzunehmen, um von ihm Hilfe für allerhand Probleme zu erhalten.
Bei einer solchen Anrufungszeremonie der Mina, einer Ethnie in Südrajasthan, treten nach der Ehrerweisung vor den Schlangenbildnissen zwei Sänger auf und begleiten sich auf der Sanduhrtrommel dhak und einem thali als Flachgong. Nach einiger Zeit beginnt der bhopa am ganzen Körper heftig zu zittern und Grimassen zu schneiden. Der nun vom Geist besessene bhopa behandelt nacheinander die Krankheitsfälle aus der Gruppe von Leuten, die sich um ihn versammelt hat. Dabei rasselt er wie zuvor schon geräuschvoll mit Eisenketten, die er in den Händen hält. Der bhopa ruft jemanden aus der Gruppe auf, der vor ihm auf den Boden liegen muss. Mit kreisenden Bewegungen führt der bhopa Schreie ausstoßend ein Messer über Bauch und Rücken des Patienten und traktiert ihn auf vielfache Weise. Andere Patienten oder Patientinnen haben dem bhopa vor der Behandlung ihr Unglück geschildert. Wenn der Kranke anfängt zu zittern, hat der bhopa der Beweis erbracht, dass ein Bhuta in ihm steckt. Er erfährt aus dem Munde des Kranken den Namen des Geistes (ein kürzlich Verstorbener). Eine Therapie besteht darin, einen Nagel sieben Mal über den Körper des Patienten zu bewegen und diesen Nagel anschließend in einen Baum zu schlagen. Der Geist wurde auf diese Weise ausgetrieben und sicher am Baum festgenagelt.
Jagar ist ein die ganze Nacht dauerndes Besessenheitsritual, das in den Regionen Garhwal und Kumaon am Südrand des Himalaya in einem Privathaus oder auf dem Platz vor einem Tempel aufgeführt wird. Der Hauptakteur und Sänger schlägt zunächst mit Stöcken auf eine große Tierhaut ein, wobei seine Schläge immer lauter und schneller werden. Bei einer privaten Veranstaltung begleitet ihn ein hurkiya, das ist ein Spieler der Sanduhrtrommel hurka, bei einem öffentlichen jagar spielt ein Mann die Fasstrommel dholki und ein anderer die kleine Kesseltrommel dhamu. Die Schläge werden von gelegentlichen Pausen unterbrochen, in denen einer der weiteren Teilnehmer stoßweise zu atmen beginnt und heftig seinen Oberkörper bewegt; solange, bis der erste und später weitere Teilnehmer in Trance verfallen. Dabei springt der Betreffende plötzlich aus der Hocke auf und beginnt den Namen des bestimmten Bhutas zu rufen, der in ihn gefahren ist. Dieser kann der Geist eines Verstorbenen oder eine mythische Figur sein. Der Hauptakteur improvisiert nun eine gesungene Rede an den Bhuta, während er eine der Trommeln schlägt. Die Besessenen benehmen sich auffällig und halten häufig ihre Hände über ein Feuer in der Mitte des Platzes, ohne Verbrennungen zu erleiden. Es geht darum, den Bhuta um Beistand in irgendeiner Notsituation zu bitten oder sich durch die Anrufung mit ihm zu versöhnen und ihn letztlich zum Verschwinden zu bewegen, wozu es noch eines Tieropfers bedarf.

## Besessenheit und Ritualtheater

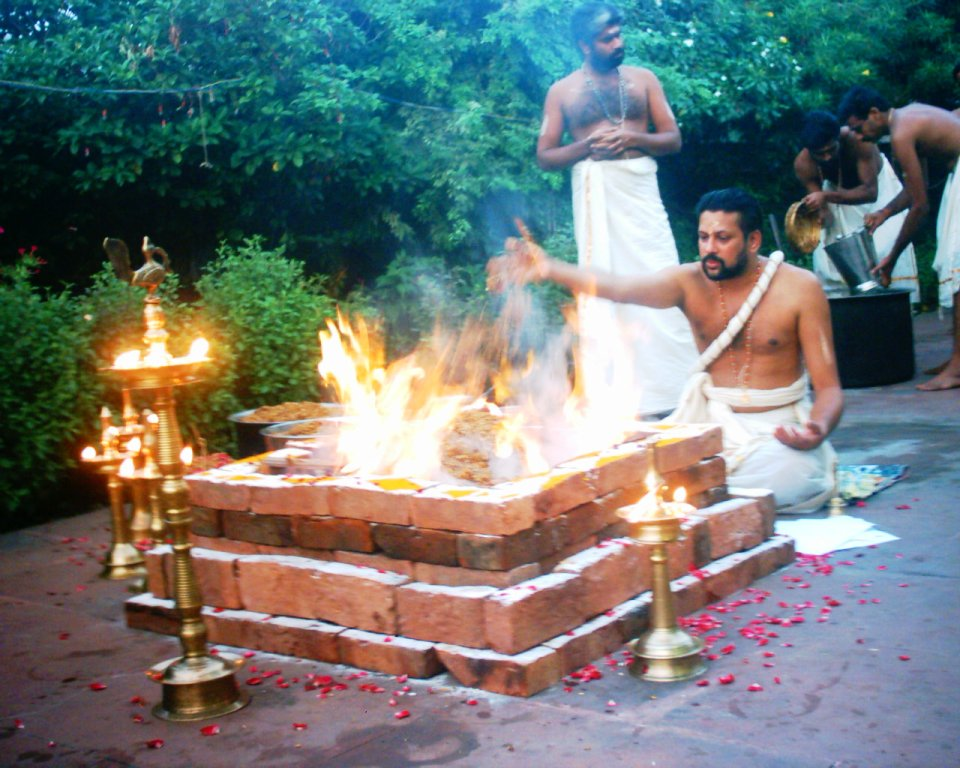
Ein Hindupriester der Nambudiri-Kaste in Kerala führt ein Feueropfer (yajna) durch.

Rituale schaffen eine Verbindung zwischen der göttlichen und der menschlichen Welt. Bei den traditionellen Hindu-Ritualen ist ein Priester beteiligt, der den Zugang zur jenseitigen Welt herstellt, für einen ruhigen kontrollierten Ablauf sorgt, sich aber nicht selbst als handelnde göttlichen Macht darstellt. Die dramatischen Rituale des Volksglaubens führen dagegen eine Gottheit oder ein Geistwesen mit schauspielerischen Mitteln vor. Häufig zeigen sie, wie der Hauptdarsteller von einem Geist ergriffen wird. Im Zustand der Besessenheit verfügen der Priester oder die anderen beteiligten Personen über ungewöhnliche Fähigkeiten, indem sie wahrsagen, ohne Brandverletzungen über heiße Kohlen gehen oder Messerattacken unbeschadet überstehen können.
Im Unterschied zu den Hindupriestern, die aus der Brahmanenkaste stammen, gehören die Priester des Ritualdramas meist den untersten Schichten der Klassengesellschaft an, dennoch werden sie im Zustand der rituellen Besessenheit mit den Gottheiten, die sie verkörpern, im Status gleichgesetzt. Dieser Zustand gilt wie alle Übergangszustände als gefährlich, eine strenge Einhaltung der rituellen Regeln ist daher ein erforderlicher Kontrollmechanismus.
Größere Feste, bei denen ein Ritualdrama veranstaltet wird, beschäftigen oft Mitglieder aus mehreren Kastengruppen, denen je nach Berufsgruppe bestimmte Aufgaben bei der Vorbereitung zukommen. Die Einteilung erfolgt nach klar definierten hierarchischen Zuordnungen und ist regional verschieden.

### Bhuta kola

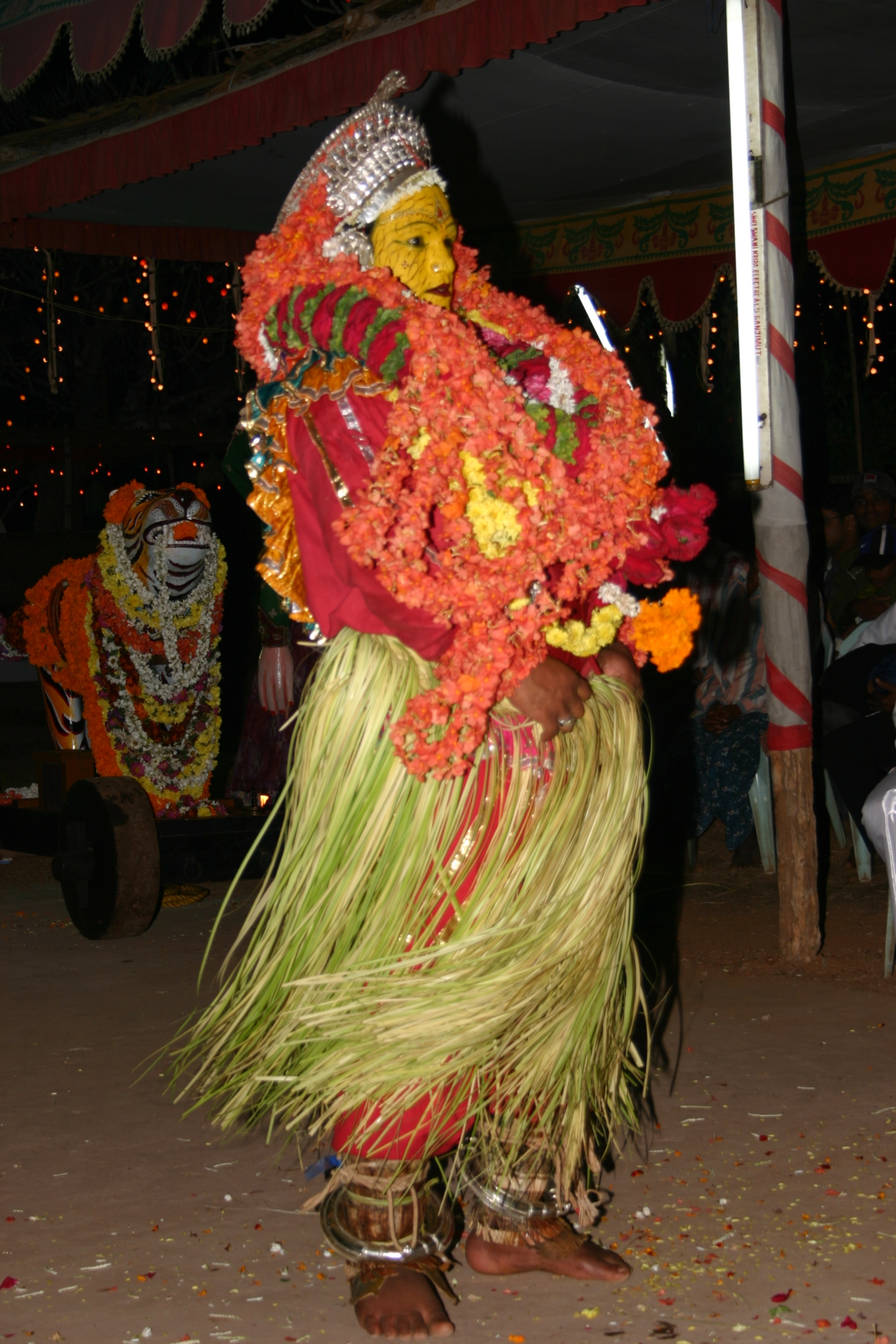
Tänzer bei einem Ritual für die Bhuta-Geister (bhuta kola) als Pili-Chamundi-Geist im Nellitheertha-Höhlentempel in Dakshina Kannada

Hauptaufgabe des Bhuta-Kults ist, die Menschen auf den Pfad der Tugend zu bringen und diejenigen zu bestrafen, die sich nicht an die festgesetzte Ordnung halten wollen. Im tamilischen Epos Shilappadhikaram haben die Bhutas die Ordnung der menschlichen Gesellschaft angenommen und sind in vier Kasten organisiert, mit dementsprechend unterschiedlicher Kleidung. In der Tulu-sprachigen Region am Küstenstreifen im Süden von Karnataka und Norden von Kerala stellt der Bhuta-Kult die beliebteste Form der volksreligiösen Verehrung dar und steht gemäß der literarischen Tradition eng mit hinduistischen Vorstellungen wie der Totenehrung (shradda), Vishnu-Kult und Götteropfer in Verbindung. Für das Sprachgebiet Tulu Nadu wurde in Kantavar die aus dem Jahr 1379 stammende älteste Inschrift gefunden, in der niedrige Himmelsgestalten erwähnt werden.
Unter brahmanischem Einfluss entwickelte sich die schweinsgesichtige Figur Panjurli Bhuta zum ebenso aussehenden Varaha, einer Inkarnation Vishnus. Einige simple Volksgeister wurden Vegetarier. In den Bhuta-Kult gelangten sogar Sanskritverse (shlokas), die als Teil des Rituals vorgetragen werden, und Meditationspraktiken (dhyana). So wurden die Geister allmählich auch in den höheren hinduistischen Gesellschaftsschichten akzeptiert.
In den Tulu-Volkserzählungen und mündlichen Überlieferungen, in denen es überwiegend um Landwirtschaft, Familie und Kastensystem geht, wird den Bhutas als Beschützern des Landes, der Ernte und der Menschen eine große Bedeutung beigemessen. In den mythischen Epen (auf Tulu: paddanas) werden Ursprung und Charaktereigenschaften der Bhutas weitererzählt. Dies geschieht häufig im Zusammenhang mit Bhuta-Aufführungen, die kola und nema genannt werden. Die Darsteller des Rituals tragen die Verse wechselseitig vor, begleitet von der kleinen Handtrommel tembare. Die paddanas handeln von Gegensatzpaaren wie Leben und Tod, Gott und Teufel, gut und schlecht; sie stellen den Bhuta in den Mittelpunkt, wo in seiner Charakterisierung die Gegensätze zusammenfinden.

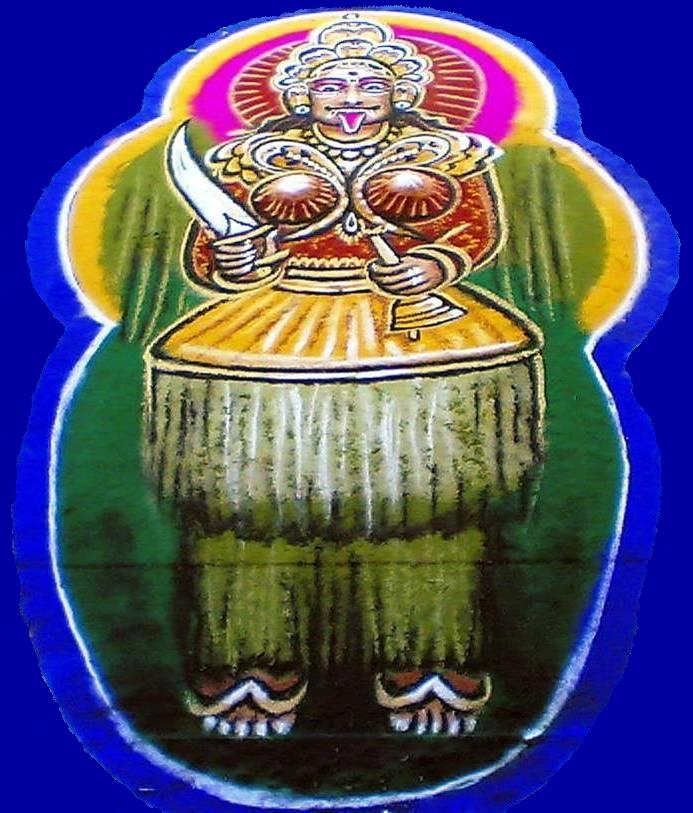
Repräsentation von Marlu Jumadi mit einem Schwert (kadsale) in einem Reismuster (kolam, in Karnataka rangavalli). In der Nähe von Udupi. Häufig stehen solche Bilder im Zentrum des Rituals und werden wie im Ayyappan tiyatta in Kerala beim abschließenden Höhepunkt des Rituals in einem Besessenheitstanz zerstört.

In einem Lied wird der Ursprung der Bhutas in Tulu Nadu erklärt. Demnach saß der oberste Gott Ishvara auf seinem Thron auf dem Berg Kailasa, als er von seiner Gemahlin Parvati angesprochen wurde. Sie fragte, weshalb es auf der Erde sündige und anständige Menschen gäbe. Er erzählte ihr, dass er 1001 Ganas und 1001 Bhutaganas als seine Begleiter erschaffen habe. Die Bhutas schickte Ishvara auf die Erde mit der Anweisung, die wegen ihrer Sünden mit Krankheiten behafteten Menschen zu erkennen und sie auf den rechten Pfad zu führen. Die Bhutas nahmen ihre angewiesenen Plätze auf der Erde ein, ebenso die später nachfolgenden Ganas. Hauptaufgabe der Bhutas ist folglich, für den Erhalt der sozialen Ordnung zu sorgen. Hiervon handelt das Bhuta-Ritual.
Ausführlich beschrieben zwei Briten im Jahr 1872 ein magisches Bhuta-Ritual, das von den Billava (früher überwiegend eine Kaste von Toddy-Sammlern) und von Darstellern der Pombada-Kaste bei Mangaluru durchgeführt wurde. An den Ort der Veranstaltung brachte man aus einem Tempel Abbildungen der fünf Bhutas, die an diesem Abend hervorgerufen werden sollten: den schweinsgesichtigen Panjurli, das nach der hinduistischen Tradition aus Shiva und Parvati hervorgegangene männlich-weibliche Mischwesen Marlu-jumadi, ebenso Sara-jumadi und Kantanetri-jumadi sowie das Pferd mit Namen Jarandaya. Billava und die kleineren Gemeinschaften der Pombada, Paravar, Kopala, Nalke und Panara praktizieren im Tulu-Sprachgebiet den Ritualtanz Bhuta kola, wobei die Bhuta-Darsteller den feinen Unterschieden in der sozialen Hierarchie der einzelnen Gruppen entsprechend unterschiedliche Formen von Bhutas verkörpern. Wie im 19. Jahrhundert geschildert, treten die Tänzer mit dickem Make-up, teilweise maskiert, mit Kopfputz und bunten Kostümen auf. Haben die Bhuta-Dämonen von den Tänzern Besitz ergriffen, drehen sie sich heftig im Kreis, machen Sprünge oder zittern mit dem Oberkörper. Die Begleitmusiker gehören der Serigara-Kaste an, sie formieren das in Karnataka am weitesten verbreitete dörfliche Instrumentalensemble, das nach dem Sanskritwort für „Musikinstrument“ schlicht vadya genannt wird und spielen die kleine, mit einem gebogenen Stock geschlagene zweifellige Zylindertrommel tembare (oder dolu) das Kesseltrommelpaar sammela oder die zweifellige Doppelkonustrommel madhalam sowie das Doppelrohrblattinstrument nadaswaram und die gebogene Naturtrompete kombu. Die rhythmische Intensität der Musik fördert entscheidend die Besessenheit der Tänzer. Die Musik gilt als eine der Opfergaben für den Bhuta. Wenn der Bhuta nach Essen verlangt, werden Mengen von Reis und Kokosnüssen gebracht.

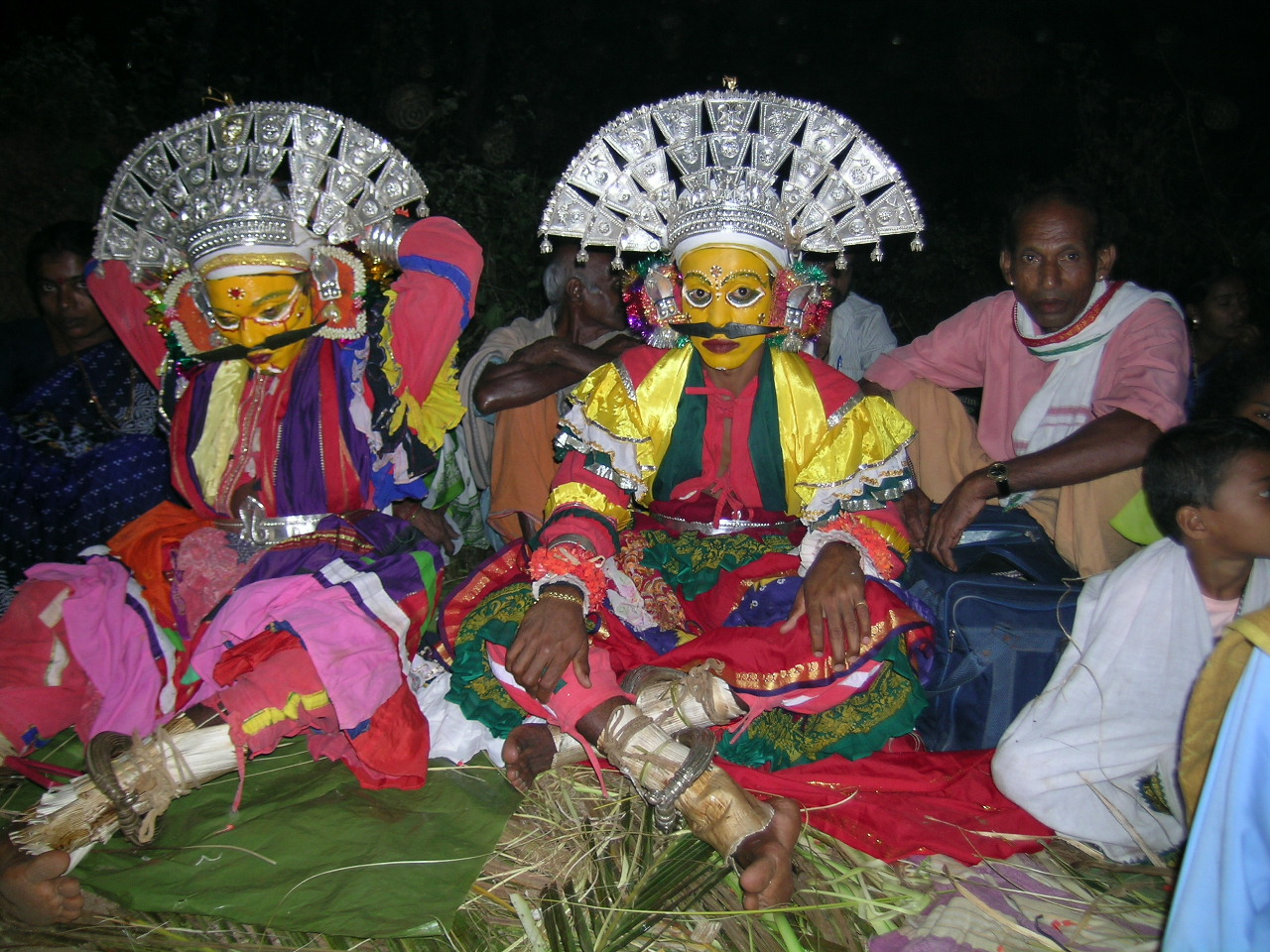
Bhuta kola-Tänzer bereiten sich auf ihren Auftritt vor

Kola ist ein religiöses Ritual, das an einem festgelegten Festtag stattfindet. Wenn für Bhuta kola die Tänzer bestimmt sind, wird an dem ausgewählten Ort eine provisorische Bühne (tamil pandhal, auch pandal) errichtet. In einer Prozession werden die Ritualobjekte (bhandara) wie Bhuta-Bildnisse, Waffen und Kostüme vom Tempel zum Veranstaltungsort gebracht, begleitet von einem Trommelspieler. Die Tänzer lassen sich nach dem für jeden Bhuta-Charakter geltenden Farbmuster schminken, gleichzeitig singen Frauen Volkslieder aus den Tulu-Epen (paddanas). Nach dem Schminken geht der Tänzer bis zu einem Platz an der Bühne, an dem die Ritualgegenstände aufbewahrt werden. Hier erhält er Fußschellen und einen weiten Rock aus Palmblattstreifen. Die ersten Handlungstänze absolviert er schweigend. Nach einer kurzen Pause tritt er wieder auf die Bühne und mit ihm ein Priester, der ein heiliges Gefäß in der Hand hält. Sogleich wird der Tänzer von einem Bhuta besessen und beginnt, mit dem Priester zusammen auf konzentrierte Weise zu tanzen. Der Bhuta-Darsteller unterbricht den Tanz und redet mit der Stimme des Bhuta, was die Anwesenden zur Andacht zwingt. Sie lauschen angespannt, wenn der Bhuta die Zukunft der Gemeinschaft vorhersieht und sein Urteil über aktuelle Streitigkeiten im Dorf verkündet. Nicht alle Bhutas finden auf diese Weise Gehör, so macht der für dumm gehaltene Nandigona keine Weissagungen.

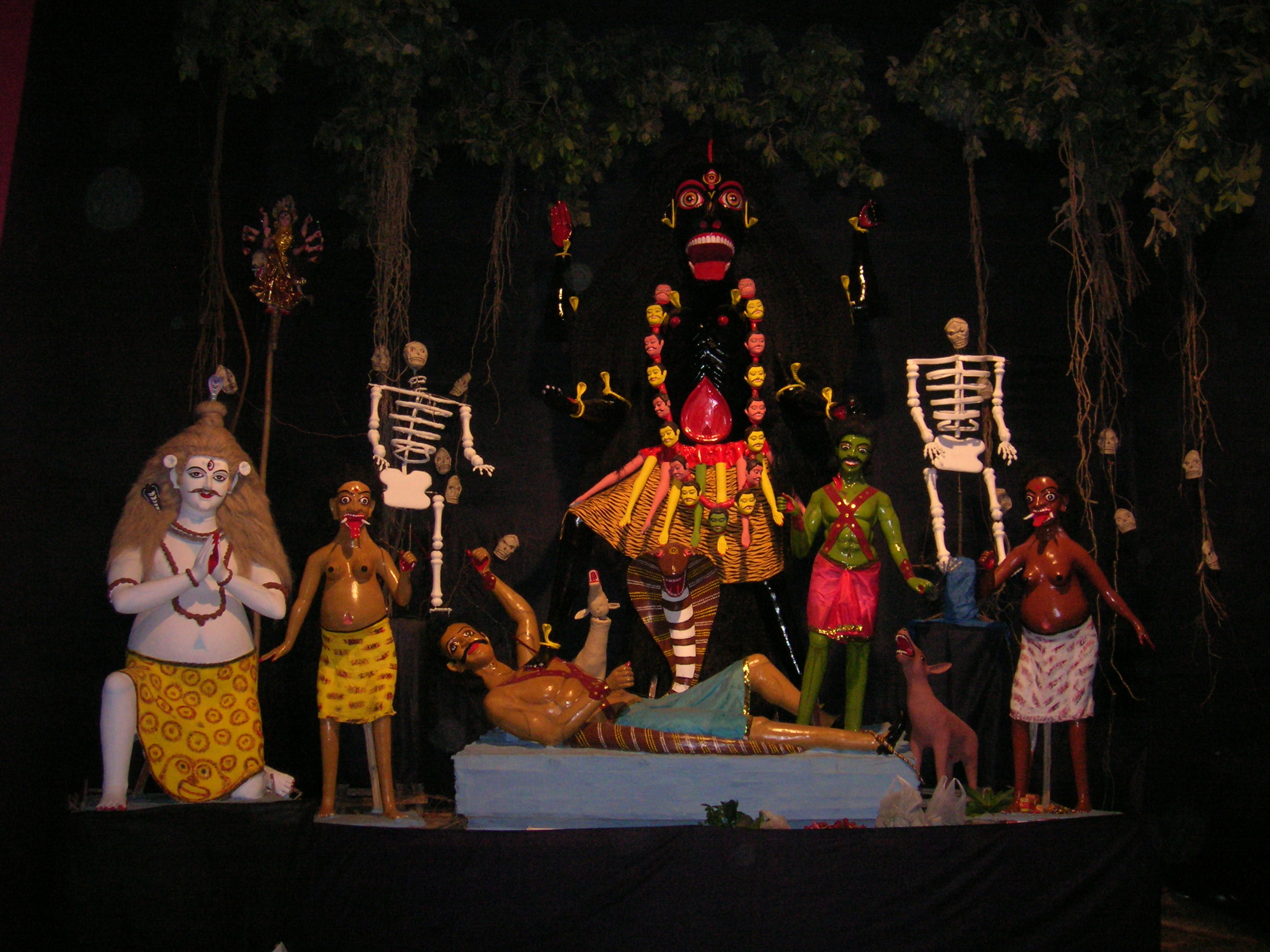
Volkstümliche Darstellung der Chamunda (mit Schädelgirlande) und Begleitern an einer für Ritualtheater errichteten provisorischen Bühne (pandal) in Alipore, einem südlichen Außenbezirk von Kalkutta

Bhuta kola enthält alle Elemente eines Tanztheaters einschließlich Gesängen, Kostümen, Masken, Dialogen und einer Erzählhandlung. Ritual und dramatisches Spiel haben das einzige Ziel, den Göttern, Devatas, Bhutas und Dämonen zu gefallen. Das Bhuta-Ritual ähnelt in diesem Sinn dem Theatervorspiel purvaranga, wie es Bharata um die Zeitenwende in seinem Werk über Tanz, Musik und Theater Natyashastra detailliert beschrieben hat. Am Ende des altindischen Theaters sprachen die Schauspieler den Segen über den König, das anwesende und das nicht anwesende Volk aus. Dies ist eine von vielen Entsprechungen im Handlungsablauf des heutigen Bhuta kola. Vergleichbares zum Bhuta kola findet sich auch im fünften Akt des Schauspiels Malati-Madhavam des Dramatikers und Sanskritgelehrten Bhavabhutis aus dem 8. Jahrhundert. Hier treten grausige, Menschenfleisch fressende Dämonen (pishachas) auf, die wilde Sprünge vollführen und wie Schakale schreien. Dazu tanzt die grauenvolle Göttin Chamunda, zu deren Anhang die Geister gehören.
Jalata bezeichnet ein seltenes Bhuta-Ritual, eine Form des Bhuta kola, das nur noch von der Nalke-Gemeinschaft in zwei Bezirken (taluks) im Distrikt Dakshina Kannada aufgeführt wird. Die Veranstaltung findet an drei bis fünf Tagen in den Monaten März oder April in den Dörfern Parappu (zu Arasinamakki) und Parariputhila (zu Puthila) statt. In einer Szene treten zwei Geister von Jägern auf. Wenn sie die Bühne betreten, wird ein roter Vorhang vor ihnen hochgehalten, etwas gesenkt, wieder angehoben und schließlich mit Schwung weggezogen. Nun sind die eindrucksvoll kostümierten Geister auf Stühlen sitzend zu sehen. Der Tanzstil mit Sprüngen und Drehungen, der Auftritt mit Geschrei und die mit hohen Stimmen vorgetragenen Dialoge sind typisch für viele Unterhaltungstheaterformen im heutigen Südindien.

### Teyyam
Teyyam (auch Kaliyattam) ist eine große Festveranstaltung für die gleichnamige Gottheit in der Region des Bhuta kola im Süden Karnatakas und Norden Keralas. Wie beim Bhuta-Ritual wird ein Darsteller in der Hauptszene der sechsteiligen Aufführung von einer höheren Macht besessen. Die für das Ritualdrama charakteristischen Elemente ähneln von der vorausgehenden Puja bis zur abschließenden Segnung der Anwesenden denjenigen des Bhuta kola. Der finanzielle Aufwand, um die Veranstaltung durchzuführen, ist außerordentlich hoch, da die gesamte Gemeinde, oft tausende Menschen, für die Dauer von zwei bis fünf Tagen untergebracht und verköstigt werden muss.

### Yakshagana

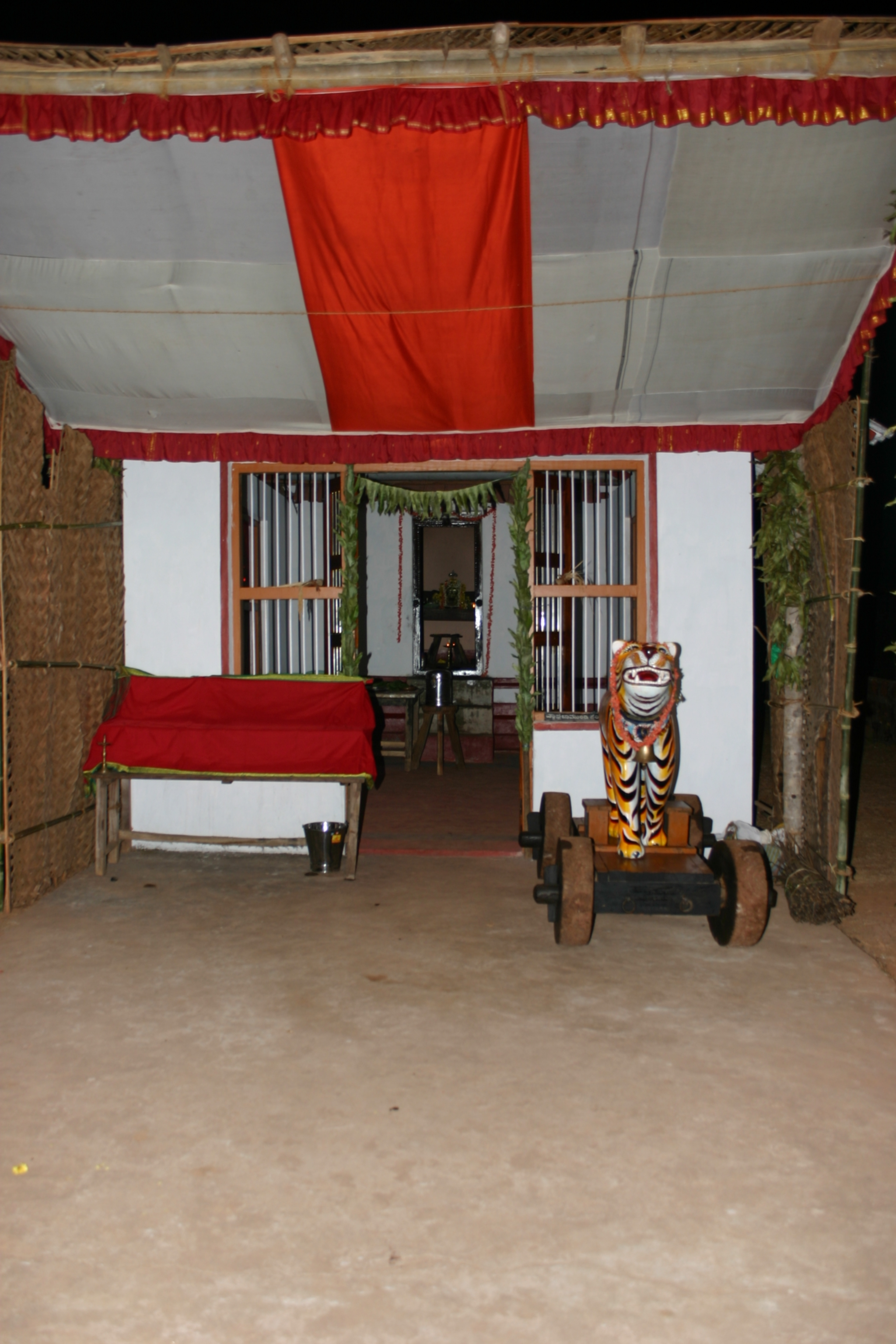
Nebenraum, in dem in Kisten (pandhal) die Kultgegenstände für Bhuta kola aufbewahrt werden

Yakshagana ist ein kultivierter Tanztheaterstil mit mythischen Themen, dessen Ursprünge im klassischen Sanskrit-Theater, im Erzählstil Tala maddale und im Bhuta kola liegen. Mit seinen religiösen Handlungen zu Beginn und am Ende der Aufführungen ist die Unterhaltungskunst als Ritualdrama erkennbar geblieben. Stark geschminkte und kostümierte Tänzer treten auf, anstelle des Priesters führt ein Schauspieldirektor und Erzähler (bhagavata) durch jede einzelne Szene. Er gibt den Takt für die Begleitmusiker mit einer Zimbel (tala) vor, diese spielen die zweifellige Doppelkonustrommel maddale und die Zylindertrommel chande.
Für das Yakshagana-Tanztheater wurden die Inhalte und Handlungen des Bhuta kola von ihrem rituellen Charakter befreit, wobei die Übergänge im Einzelnen nachvollziehbar sind. Beim Bhuta kola befindet sich am Aufführungsort ein Behältnis zur Aufbewahrung der Ritualobjekte. Davor wird ein magisches Zeichen auf den Boden gemalt. Sind der Bhuta-Darsteller und sein Assistent geschminkt, treten sie vor dieses oddolaga genannte Diagramm und beginnen anschließend mit dem Tanzritual. Im Yakshagana bedeutet oddolaga den Einführungstanz, wenn die Hauptdarsteller die Bühne betreten und die Handlung des folgenden Dramas umreißen. Das erwähnte Bhuta-Ritual Jalata beginnt mit einem vergleichbaren ersten Bühnenauftritt. Jal-ata bedeutet etwa „Spiel im Vorhof“.
Die Bhuta-Verehrung steht mit dem Kult von Bäumen und Schlangen in Verbindung, die Geister leben häufig in Bäumen, und in ihrem beschützenden Aspekt werden sie häufig auf Steinen mit Schlangen dargestellt. Die Nagas an der Küste Karnatakas werden in einem als Nagamandala („Schlangen-Kreis“) bekannten Ritual verehrt. Die beiden tanzenden Charaktere des Nagamandala haben Ähnlichkeiten mit der Darstellung des Bhuta kola und bilden einen weiteren Ausgangspunkt für das Yakshagana-Theater.

### Weitere Ritualtheater
In Kerala tritt im Ritualtheater Mutiyettu als Gegenpol zur Göttin Kali eine Kuli genannte hässliche Figur auf, die eine im Wald lebende Stammesangehörige verkörpert und Eigenschaften eines Bhuta aufweist. Die Darsteller beim Teyyam tragen Make-up und Kopfputz, beim volkstümlichen Ritualtanz Gambhira in Bengalen sind die von Dorfgeistern besessenen Tänzer maskiert. Die Masken helfen mit, beide Welten, die dies- und jenseitige, zusammenzubringen und werden im Tempel in Ehren gehalten. Gambhira bedeutet in Bengalen allgemein Ort/Fest zur Verehrung von Göttern. Andere Gambhira-Tänze huldigen der weiblichen Energie in Gestalt von Durga oder Kali.
Beim Midnapur chhau in Westbengalen, einer ländlichen und wenig bekannten Form des Chhau-Tanztheaters, stellen maskierte Tänzer unter anderem Bhutas in ihrer böswilligen Form dar.